# Fukui (Fukui)
La ciudad de Fukui (福井市 Fukui-shi?) es la capital de la prefectura de Fukui. Se encuentra localizada en la parte norte de la prefectura, en la costa del mar de Japón en la región de Chubu/Hokuriku.

## Introducción
Fukui llegó a ser una importante parte del distrito del Hokuriku hace 500 años cuando el clan Asakura, un importante daimyō del período Sengoku, construyó su castillo en el área lchijodani de la ciudad. Durante el período Edo, Shungaku Matsudaira ayudó a la organización de Japón durante la restauración de poder al emperador.
La ciudad fue destruida por el bombardeo aliado en 1945, y después por un terremoto mayor en 1948. Desde entonces la ciudad ha recuperado su energía y vitalidad. De ahí que el símbolo de la ciudad sea el Fénix.
Fukui es famoso por su naturaleza, los símbolos de la ciudad son la montaña Asuwayama y Kunimidake.
Actualmente, la embajadora de Fukui es Ai Takahashi exlíder del grupo Morning Musume

## Transporte

### Ferrocarril
- La estación de Fukui es la más importante de la ciudad y de la prefectura.
- Compañías que operan
  - JR-WEST
  - Ferrocarril del Echizen  (越前鉄道 echizen tetsudō?)
  - Ferrocarril de Fukui  (福井鉄道 fukui tetsudō?)

### Carreteras
- Vías rápidas
  - HOKURIKU EXPRESSWAY (北陸自動車道 hokuriku jidōshadō?)
- Carreteras nacionales
  - Carretera 8
  - Carretera 158
  - Carretera 305
  - Carretera 364
  - Carretera 416
  - Carretera 476

## Educación
- Las principales universidades de la ciudad son:
  - Universidad de Fukui
  - Universidad Tecnológica de Fukui
  - Colegio para mujeres Jin-Ai
  - Colegio de Medicina de Fukui

## Ciudades hermanas
- Nuevo Brunswick, Estados Unidos de América
- Hangzhou, República Popular China
- Fullerton, Estados Unidos de América
- Suwon, Corea del Sur